# Microregione di Serra de São Miguel
Serra de São Miguel è una microregione dello Stato del Rio Grande do Norte in Brasile, appartenente alla mesoregione di Oeste Potiguar.

## Comuni
Comprende 9 comuni:
- Água Nova
- Coronel João Pessoa
- Doutor Severiano
- Encanto
- Luís Gomes
- Major Sales
- Riacho de Santana
- São Miguel
- Venha-Ver